# Brunsholm
Brunsholm er navnet på et gods og en bebyggelse i det østlige Angel i Sydslesvig. Administrativt hører Brunsholm under Eskeris Kommune i Slesvig-Flensborg kreds i den nordtyske delstat Slesvig-Holsten. I kirkelig henseende hører stedet under Eskeris Sogn. Godset med den tilhørende bebyggelse hørte i den danske periode indtil 1864 under Kappel Herred, tidligere dog under Ny Herred (Flensborg Amt).
Brunsholm er første gang nævnt 1446. Stednavnet henføres til personnavnet Brun. Landsbyen er beliggende på en forhøjning, deraf navnet -holm.
Godset af samme navn som landsyben hørte imiddelalderen delvist under Slesvig Domkapitel. Godset havde senere ejendomme i Eskeris Sogn (Grønholt, Mosegaard, Fruegaard/Nygaard) og senere desuden i Sterup Sogn (Brunsbøl), Nørre Brarup Sogn (Rygge) og Tøstrup (Skræpperyde). Selvom Nygaard (Fruegaard) blev bortsolgt før 1770, stod den fortsat under Brunsholms jurisdiktion. Med under godset hørte også mejerigården Helendal. Godsets samlede areal var i 1816 på ca. 300 ha. I 1840 rådede godset over 376 underordnede, som boede i området omkring Brunsholm, Eskeris, Ulvegrav og Brarupskov (også Brarupholt, ty. Brarupholz). Som følge af patrimonialjurisdiktionens afskaffelse i 1853 kom Brunsholm som alle andre godser i Angels godsdistrikt under det nyoprettede Kappel Herred.